# ماسره
ماسره شهری در شهرستان کینده در استان بولکیمده در بورکینافاسوی غربی مرکزی است جمعیت آن ۱۳۳۴ نفر است.